# Arboridia loginovae
Arboridia loginovae är en insektsart som först beskrevs av Alexander Fyodorovich Emeljanov 1964.  Arboridia loginovae ingår i släktet Arboridia och familjen dvärgstritar. Inga underarter finns listade i Catalogue of Life.